# Płyta filipińska

Płyta filipińska zaznaczona na czerwono

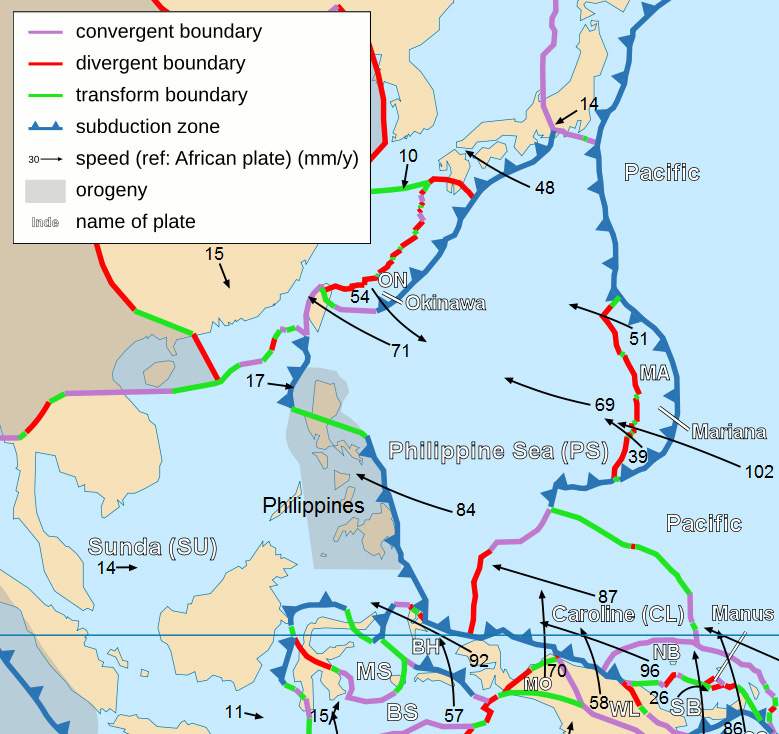
Płyta filipińska

Płyta filipińska (ang. Philippine Sea Plate) − niewielka płyta tektoniczna, położona między płytą eurazjatycką na zachodzie, płytą pacyficzną na wschodzie i płytą północnoamerykańską na północy. 
Jej częściami są płyta mariańska i mobilna strefa Filipin, traktowane jako mikropłyty.